# Schlacht von Arkadiopolis (970)
Die Schlacht von Arkadiopolis 970 war eine Schlacht zwischen den Byzantinern unter Feldherr Bardas Skleros und einer Koalition von Kiewer Rus, Bulgaren, Magyaren und Petschenegen unter Führung des Kiewer Großfürsten Swjatoslaw I. Sie fand bei Arkadiopolis (heutiges Lüleburgaz) im östlichen Thrakien (rund 100 Kilometer westlich von Konstantinopel) statt und endete mit einem Sieg der Byzantiner.
Hintergrund war die Auseinandersetzung der Kiewer Rus und des Byzantinischen Reichs über den Besitz Bulgariens. 968 hatte Swjatoslaw den bulgarischen Zaren Boris II. besiegt und 969 seine Hauptstadt nach Pereslavets an der Mündung der Donau verlegt. Im gleichen Jahr eroberte er Philippopel (Plowdiw) und belagerte im Sommer 970 Adrianopel (Edirne). Die Bedrohung Konstantinopels führte zur Machtübernahme Johannes Tzimiskes’, der im Dezember 969 Kaiser Nikephoros II. umbrachte.

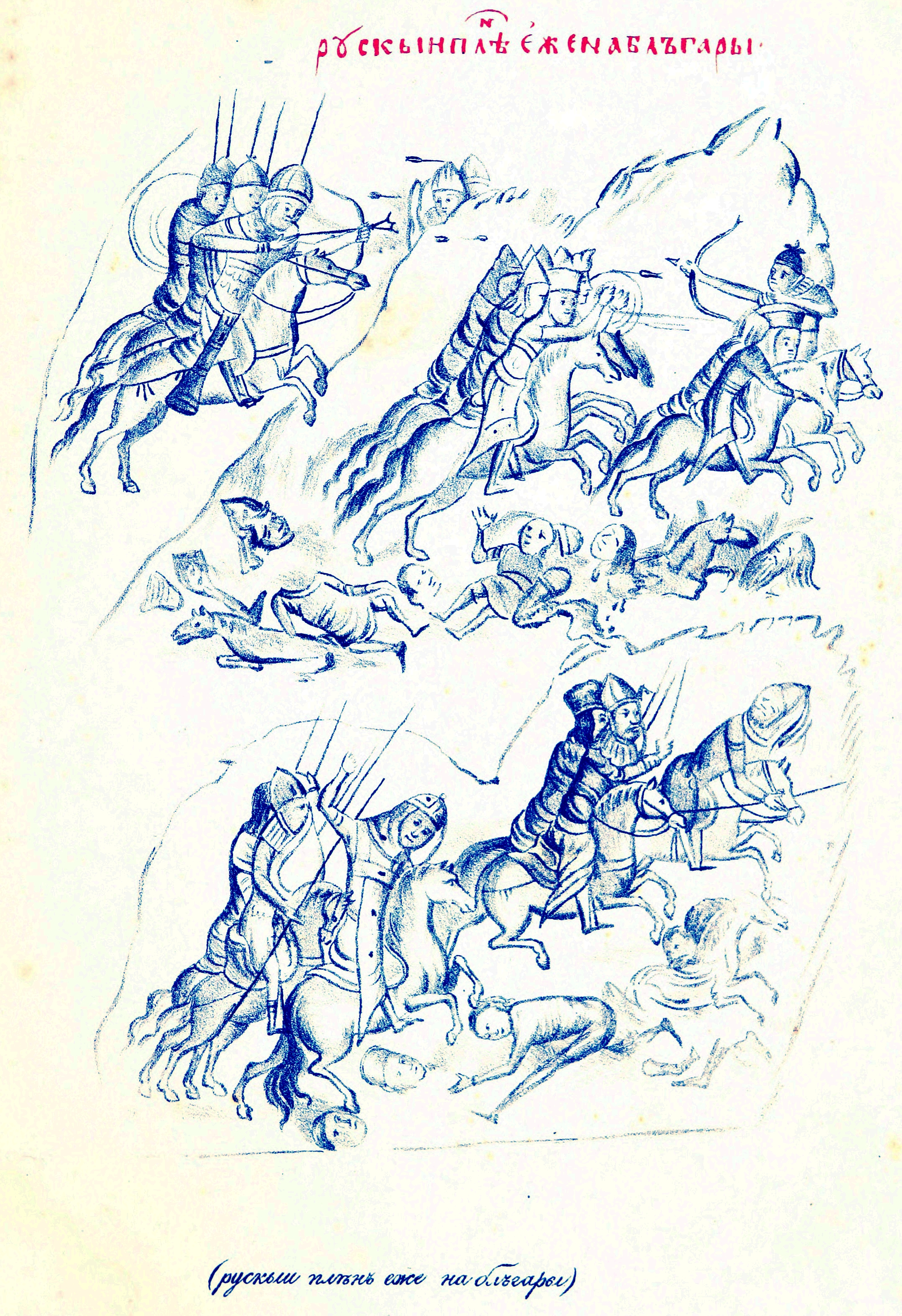
CHERTKOV(1843) Das Heer Swjatoslaws in Kampfszenen. Aus der Manasses-Chronik kopiert.

Die Niederlage bei Arkadiopolis beendete dann aber Swjatoslaws Hoffnungen, Konstantinopel zu erobern und seinen Verbündeten Kalokyres auf den Kaiserthron zu bringen. Im folgenden Jahr nahmen die Byzantiner die frühere bulgarische Hauptstadt Preslaw und belagerten Swjatoslaw in Dorostolon (Silistra), wohin dieser sich zurückgezogen hatte (→ Belagerung von Dorostolon).
Die Schlacht wird in der Nestorchronik und der Chronik des Johannes Skylitzes beschrieben.